# خداشة
الخداشة عبارة عن دعامة خشبية مغطاة بمواد خشنة يوفرها أصحاب القطط حتى يكون لحيواناتهم الأليفة مكانًا مقبولاً للخدش. القطط لديها دافع طبيعي للخدش; هذا الإجراء يساعدهم على إزالة المواد القديمة العالقة من مخالبهم، ويميزون المنطقة بغدد الرائحة في أقدامهم. قد يتم منع القطط المنزلية من ممارسة هذا الإلحاح على الأثاث إذا تم تزويدها بخداشة.

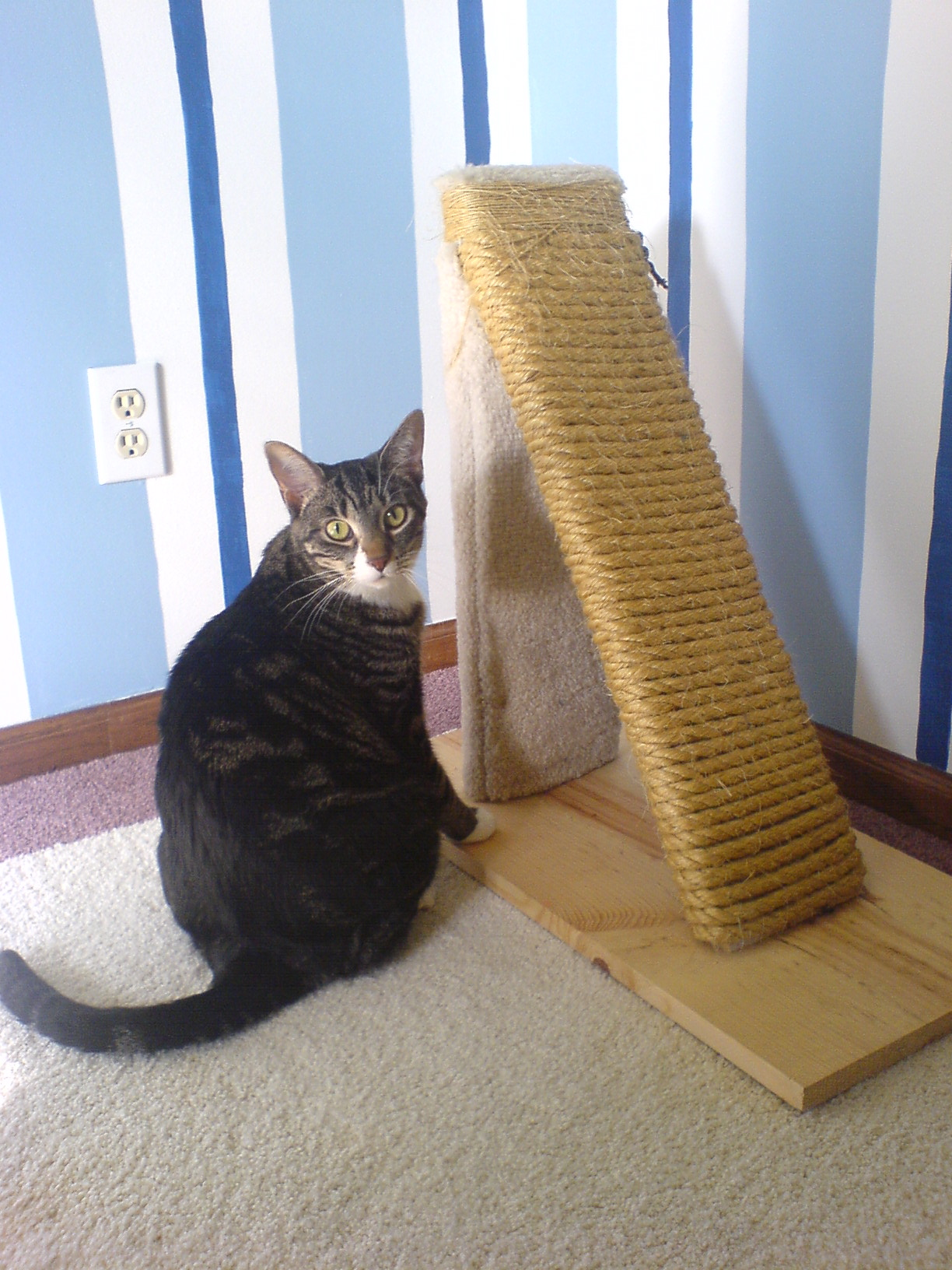
خداشة محلية الصنع

يتكون النوع الأكثر شيوعًا من الخداشات من الخشب، يبلغ ارتفاعها حوالي 60-90 سم (24-36 بوصة)، مغطاة بقماش خشن أو نبات السيزال. يتم تثبيت الخداشة عموديًا في قاعدة عريضة، مما يسمح للقط بالتمدد لأعلى على رجليه الخلفيتين والخدش بحرية دون قلبه. قد تؤدي الخداشة غير المستقرة أو التي لا تسمح للقطة بتمديد جسمها بالكامل إلى منع القطة من استخدامه.
قد تتكون الأسطح الصغيرة للخدش من شيء بسيط مثل قطعة من السجاد مقلوبة رأسًا على عقب، أو وسادة مسطحة من السيزال المنسوج مع حلقة للسماح لها بالتعليق من مقبض الباب . البعض الآخر مصنوع من اللوح الليفي المموج.
يمكن شراء خداشات من معظم المتاجر التي تحمل مستلزمات الحيوانات الأليفة وعبر الإنترنت، لكن الكثير من الناس يبنون أدواتهم الخاصة.
في كثير من الحالات، يكون لدى أصحاب القطط المعرفة حول كيفية تدريب القطط على مخلب الأسطح المعتمدة ولا يمكن لأي شيء آخر أن يتطلب فهم تقنيات بسيطة لتعديل السلوك وإيجاد مكافأة ستؤديها القطة من أجلها.

## أنواع

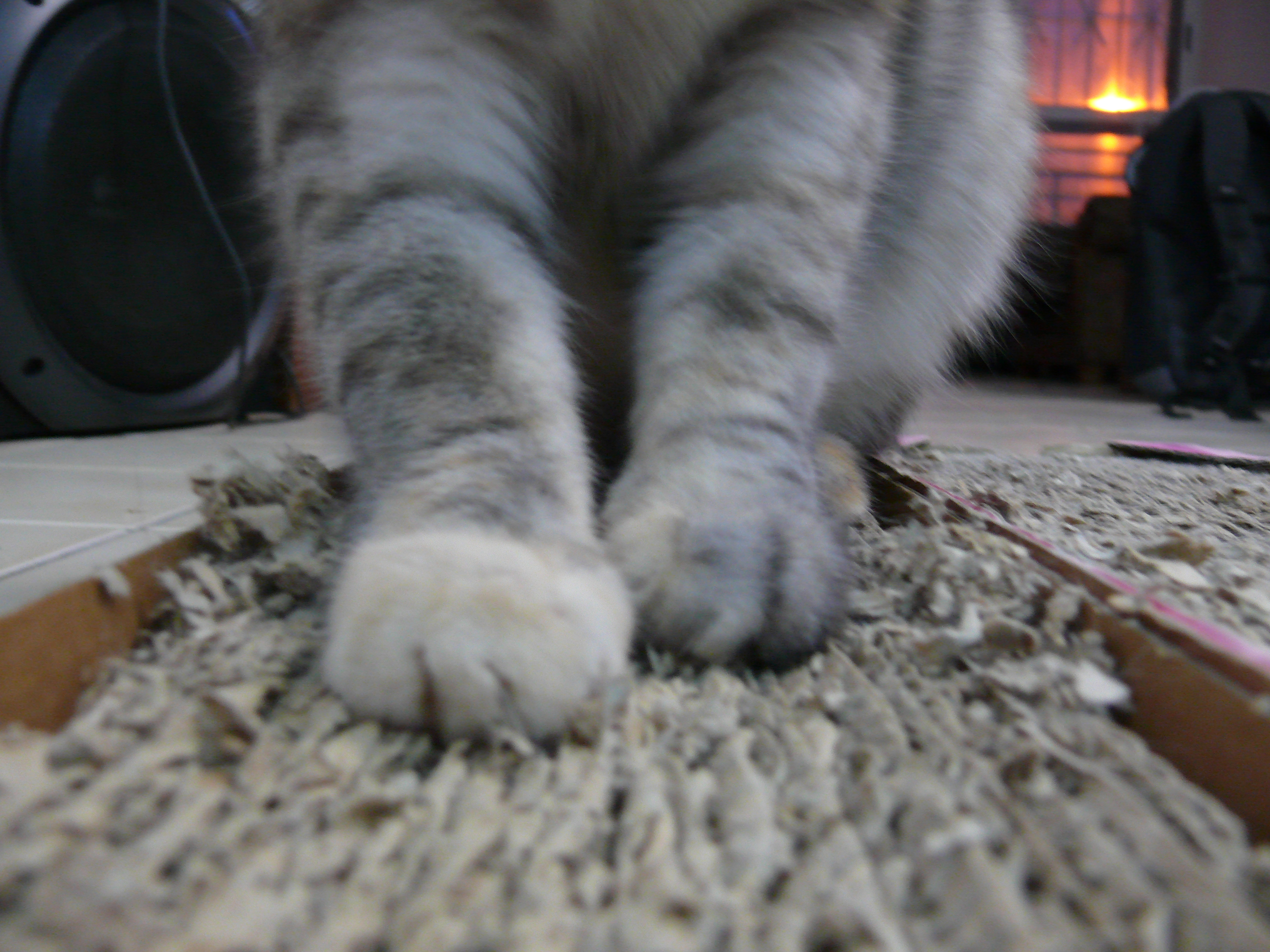
وسادة خدش من اللوح الليفي المموج
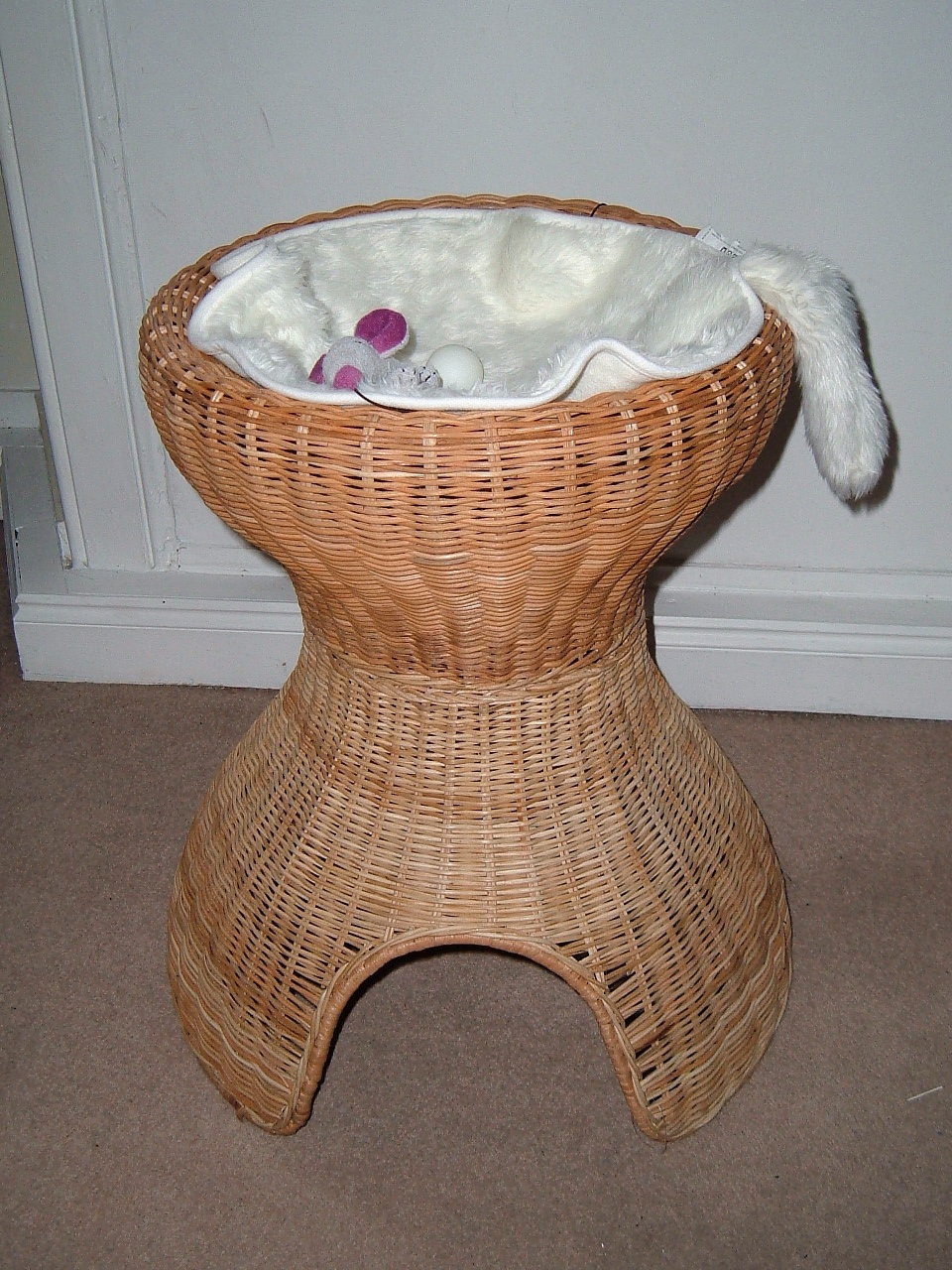
خداشة مصنوعة من الخيزران
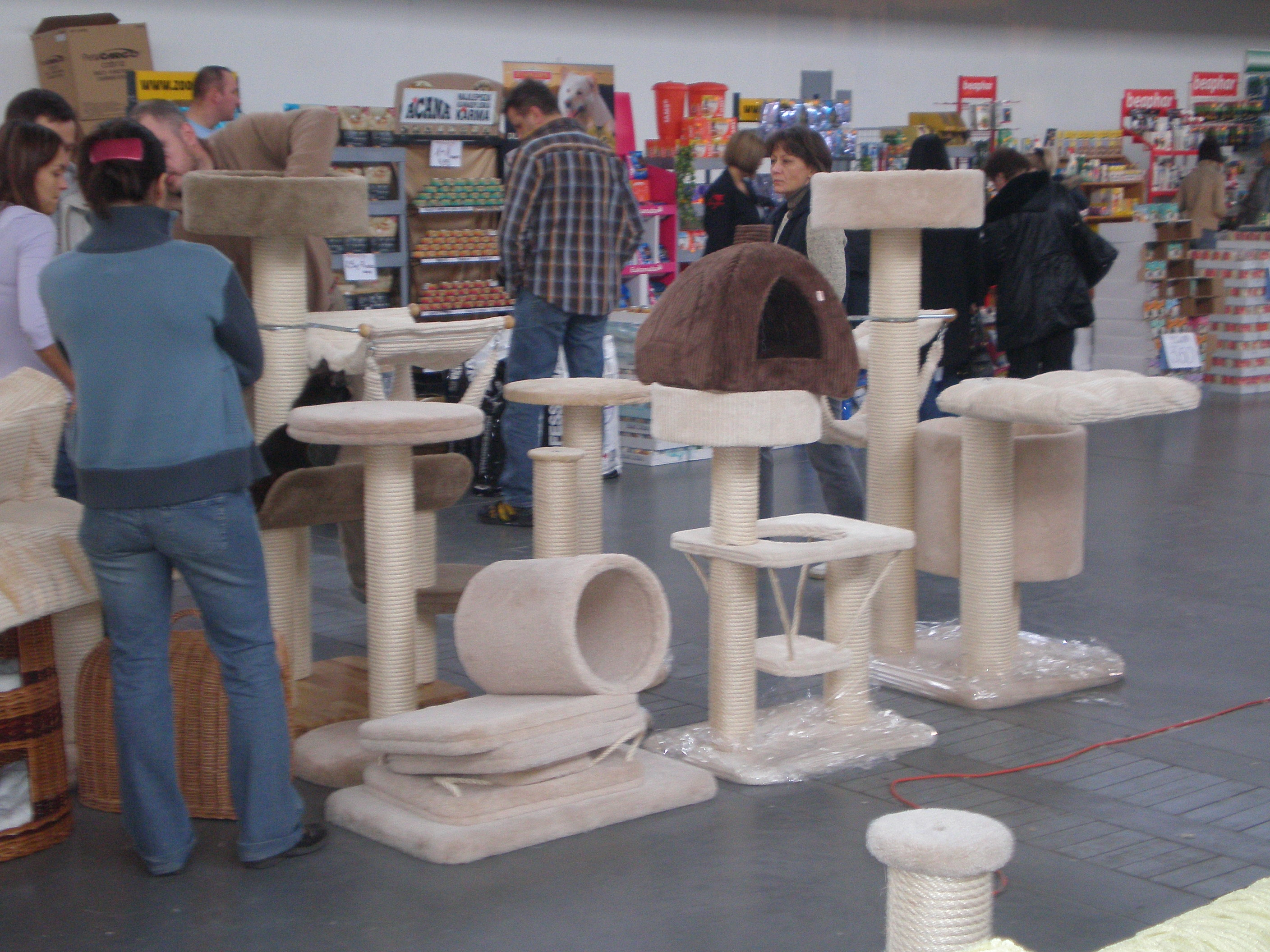
مجموعة متنوعة من أعمدة الخدش للبيع في معرض للقطط
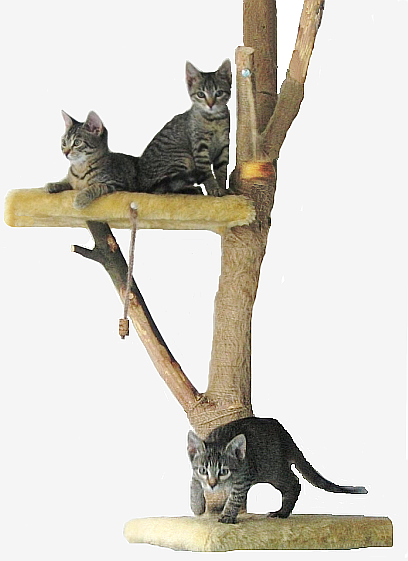
جذع شجرة حقيقي يستخدم كخداشة